# Neue Pfarrkirche Jois

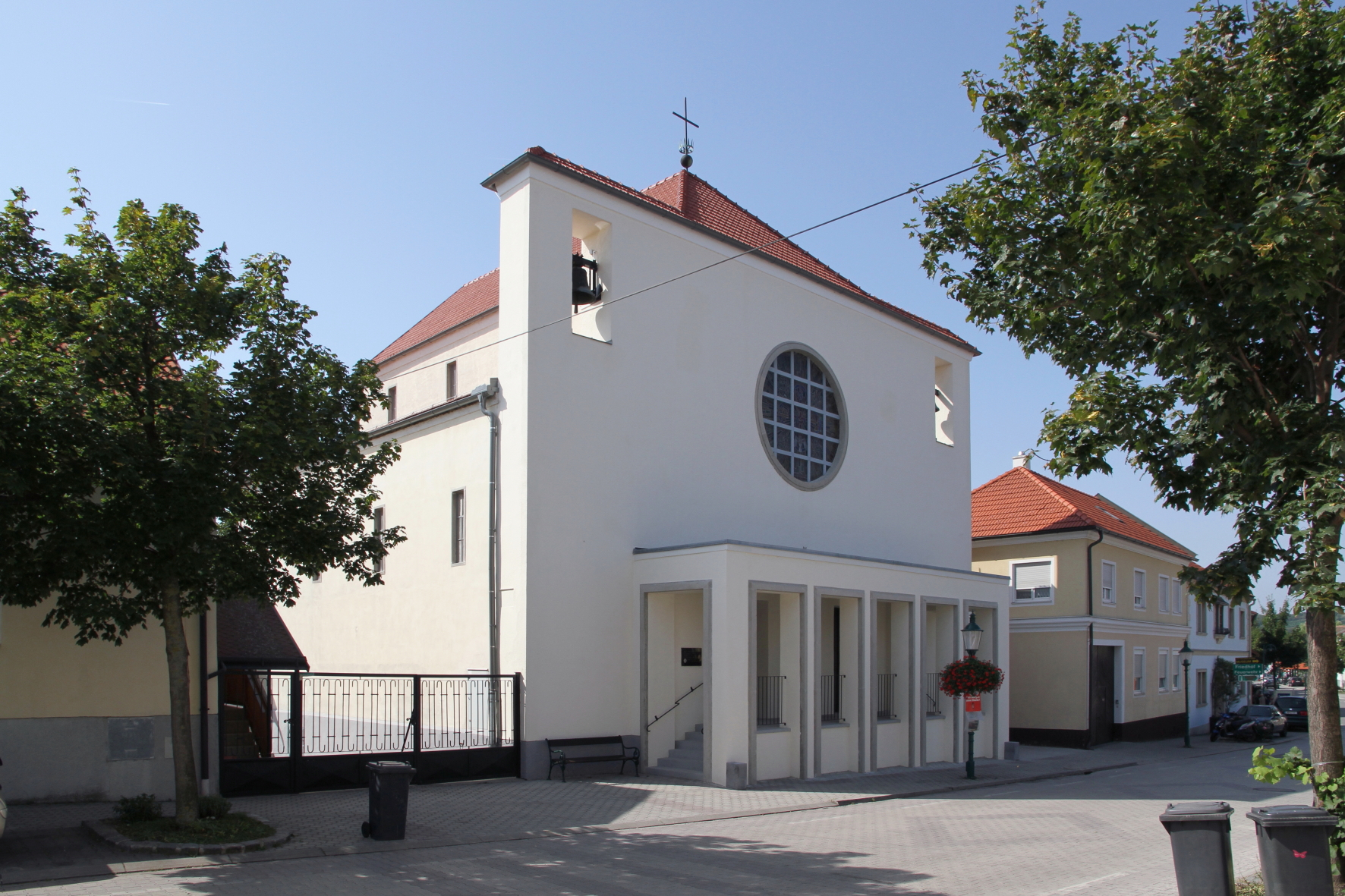
Pfarrkirche Herz Jesu in Jois

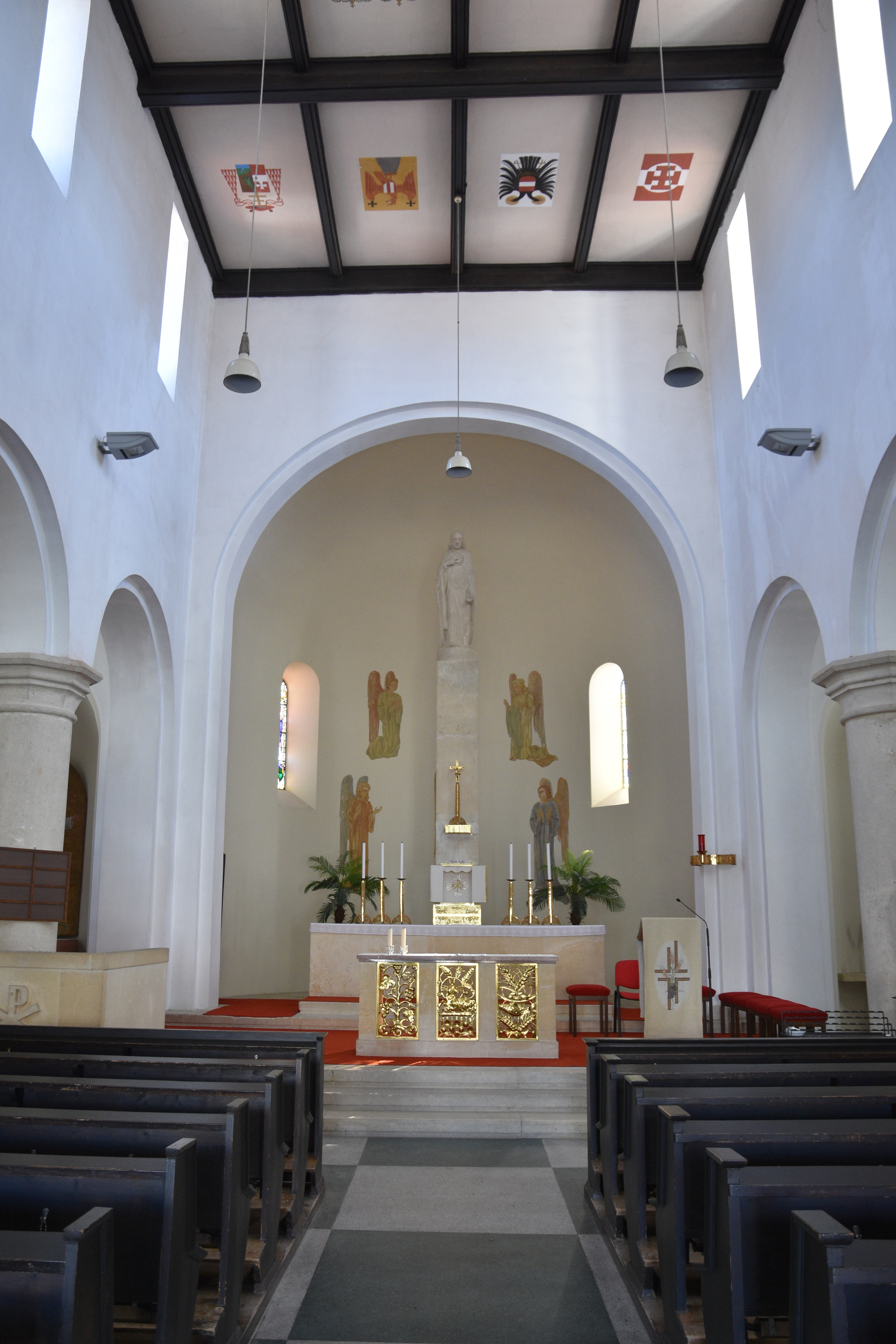
Innenansicht Richtung Hochaltar

Die römisch-katholische Neue Pfarrkirche Jois steht an der Unteren Hauptstraße in der Marktgemeinde Jois im Bezirk Neusiedl am See im Burgenland. Die Kirche ist dem Patrozinium des Heiligsten Herzens Jesu geweiht und gehört zum Dekanat Neusiedl am See in der Diözese Eisenstadt. Die Kirche steht unter Denkmalschutz (Listeneintrag).

## Geschichte
Auf Grund der schweren Erreichbarkeit der Alten Pfarrkirche Jois im Winter wurde 1888 die Errichtung einer Kapelle im Ort entschieden. Anstatt dieser wurde 1899 nach einem Entwurf des Wiener Stadtbaumeisters Ludwig Zatzka mit dem Bau einer neoromanischen Kirche über dem Keller eines alten barocken Schüttkastens begonnen. Der Rohbau war 1900 fertiggestellt, die Arbeiten wurden jedoch auf Grund von Geldmangel nicht fortgesetzt. Im Jahr 1933 wollte man den Rohbau als Kapelle fertigstellen, 1935 fiel aber die Entscheidung, die Kirchenruine zu einer Dollfuß-Gedächtniskirche umzubauen und fertigzustellen. Die Baupläne stammen von den Architekten Karl Holey und Franz Pongratz. Die Kirche wurde 1937 geweiht.

## Baubeschreibung
Kirchenäußeres
Der Kirchenbau ist eine nach Süden ausgerichtete, turmlose Basilika an der Unteren Hauptstraße. Das basilikale Langhaus ist dreischiffig und hat eingezogene, halbkreisförmige Haupt- und Seitenapside. Die Lnaghaus- und Obergadenfenster sind hochrechteckig. Das Hauptschiff wird durch ein Walmdach gedeckt, über den Seitenschiffen sind Pultdächer. Die Apsiden liegen unter Halbkegeldächern. Die Sakristei ist im ostseitigen Apsidenzwickel angebaut.
Die Fassadengestaltung ist einfach gehalten. Den drei erhöhten Eingangsportalen ist eine kubische, portikusartige Portalvorhalle vorgestellt. Darüber befindet sich mittig ein großes Rundbogenfenster, das beidseitig von rechteckigen Glockenöffnungen flankiert wird.
Kircheninneres
Der dreischiffige Innenraum ist durch neuromanische Stilelemente und flache Holzbalkendecken geprägt. Auf den verputzten Kassetten im Mittelschiff befinden sich aufgemalte Wappen von Förderern. Unter dem Triumphbogen befindet sich der Hochaltar mit einer Herz Jesu-Bekrönungsfigur. Die Gestaltung des Altarraumes folgt den volksliturgischen Ideen von Pius Parsch. Vor dem Hochaltar wurde 1983 ein Volksaltar aufgestellt.